# Sissyneck
Sissyneck è un singolo del cantautore statunitense Beck, pubblicato nel 1997 ed estratto dall'album Odelay.

## Tracce
1. Sissyneck – 3:55
2. The New Pollution (Remix By Mickey P.) – 4:08
3. Feather in Your Cap – 3:46